# Djamel Beghal
Djamel Beghal (in arabo جمال بغال‎?; Bordj Bou Arreridj, 2 dicembre 1965) è un terrorista algerino privato della cittadinanza francese, più volte condannato per atti legati al terrorismo.

## Biografia

### Emigrazione in Francia
Djamel Beghal arrivò in Francia all'inizio dell'anno scolastico del 1987 all'età di 21 anni per studiare informatica. Si guadagnò da vivere con lavori saltuari nell'edilizia, gestendo un centro ricreativo e vendendo vestiti nei mercati. Nel 1989 sposò una donna francese, Sylvie Guéguen, convertitasi all'Islam e dalla quale ha avuto quattro figli.

### Attivismo all'interno del gruppo islamico
Djamel Beghal, residente a Corbeil-Essonnes, fu arrestato per la prima volta nel 1994 durante un'ondata di arresti sulla scia del Gruppo Islamico Armato (GIA). Fu imprigionato per tre mesi, poi rilasciato senza essere stato condannato. Successivamente partitì per il Regno Unito, dove frequentò la moschea di Finsbury Park e si impegnò nella raccolta fondi per la Cecenia. Cambiò il suo nome in « Abou Hamza » e viaggiò molto tra Germania, Belgio, Paesi Bassi e Spagna. Incontrò uno dei leader più importanti e virulenti dell'islamismoradicale, Abu Qatada, profugo palestinese a Londra dal 1994, ex jihadista in Afghanistan, considerato uno dei membri di Al Qaida.

### Afghanistan e attacco programmato in Francia
Nel novembre del 2000 volò in un campo in Afghanistan con sua moglie. Fu arrestato il 28 luglio 2001 ad Abu Dhabi, proveniente da Islamabad, al termine di una permanenza nei campi afgani, dove imparò in particolare a costruire ordigni esplosivi. Riconoscendo la sua appartenenza alla rete di Bin Lāden, afferma di essere stato incaricato di creare una cellula sul territorio francese, composta da un uomo in grado di fabbricare ordigni esplosivi, un altro in grado di maneggiarli e un informatico. Sotto la guida di Mohammad Zayn al-Abidin, allora responsabile del monitoraggio dei volontari arabi, doveva creare una società di coperture per il gruppo, aprire un internet point per comunicare con Kandahar e ottenere attrezzature. Uno dei responsabili della Direction de la surveillance du territoire (DST), Jean-François Clerc, volò in emergenza per interrogarlo e Beghal evocò piani per attacchi con i "fratelli" basati in Francia, Belgio e Paesi Bassi. Nizar Trabelsi, anche lui addestrato in Afghanistan, potenziale kamikaze, fu arrestato il 15 settembre 2001 in Belgio. Lo stesso giorno, Jérôme Courtailler, un francese convertito all'Islam, e altri tre complici furono arrestati a Rotterdam con 25 passaporti falsi. Il 20 settembre 2001, sette membri di questa rete furono arrestati dal DST mentre stavano attaccando probabilmente l'ambasciata degli Stati Uniti in Francia. Il presunto leader di questo gruppo terroristico in Francia, Kamel Daoudi, fu arrestato a Londra il 25 settembre, poi altre nove persone in Spagna. Quanto a Beghal, fu espulso cinque giorni dopo in Francia.
Il 30 settembre 2001, fu interrogato dal giudice Jean-Louis Bruguière davanti al quale ritrattò. Sottolineò che la sua confessione fu ottenuta sotto tortura negli Emirati Arabi Uniti. Le sue dichiarazioni furono confermate dalla visita medica effettuata dopo la sua estradizione. Ricorda le condizioni che lo portarono a riconoscere i fatti di cui fu accusato e fece riferimento anche alle pressioni del giudice Bruguière. Nonostante questo, fu condannato il 15 marzo 2005 dal tribunale penale di Parigi a dieci anni di reclusione con altri cinque imputati, giudicati colpevoli di aver creato un'associazione di criminali terroristici.

### Attivismo in carcere ed evasione
Nel 2005, presso il centro di custodia cautelare Fleury-Mérogis, incontra Chérif Kouachi, incarcerato per aver partecipato a una rete per l'invio di jihadisti in Iraq e Amedy Coulibaly. Djamel Beghal diventa rapidamente il loro mentore.
Fu privato della cittadinanza francese nel 2006 e fu oggetto di un ordine di espulsione nel settembre del 2007. Presentò ricorso alla corte europea dei diritti dell'uomo (CEDU) contro la sua deportazione in Algeria, citando "rischi di trattamenti inumani e degradanti" nel suo paese di origine. La CEDU raccomandò alla Francia di sospendere l'espulsione. 
Rilasciato nel giugno 2009, fu immediatamente ricoverato a Murat, un villaggio isolato del Cantal, in attesa di deportazione in Algeria. Amedy Coulibaly e Chérif Kouachi lo visitarono regolarmente. Djamel Beghal elaborò un progetto per sfuggire a due uomini dalla centrale elettrica di Clairvaux, tra cui Smaïn Aït Ali Belkacem, ex algerino del Gruppo Islamico Armato (GIA), condannato nel 2002 all'ergastolo per l'attentato alla stazione RER Musée d'Orsay nell'ottobre del 1995 a Parigi.
Il 18 maggio 2010, Djamel Beghal venne arrestato e incriminato per "guida di un gruppo terroristico". Altre quattordici persone furono arrestate nella regione parigina e nel Cantal.
In un documento del 26 luglio 2013, la procura di Parigi definisce Amedy Coulibaly e Chérif Kouachi, gli autori degli attentati del gennaio 2015 a Parigi, come "studendi" di Djamel Beghal.
Djamel Beghal dichiarò nel giugno del 2017 di essere favorevole alla deportazione in Algeria al termine della sua condanna, giudicando la situazione politica più pacifica e meno pericolosa per lui. Fu rilasciato il 16 luglio 2018 e fu immediatamente deportato in Algeria, poiché non aveva più la cittadinanza francese.
Al suo arrivo ad Algeri, Djamel Beghal fu preso in custodia dalla polizia e poi imprigionato per 18 mesi. È apparso al suo processo in appello contro una condanna a 20 anni di carcere, pronunciata nel 2003, per la sua appartenenza al Gruppo Islamico Armato. L'udienza si è tenuta il 23 dicembre 2019 davanti al tribunale penale di Dar El Beida. Djamel Beghal è stato assolto e rilasciato.